# Campeonato Europeo de Piragüismo en Eslalon de 2000
El III Campeonato Europeo de Piragüismo en Eslalon se celebró en Mezzana (Italia) en 2000 bajo la organización de la Asociación Europea de Piragüismo (ECA) y la Federación Italiana de Piragüismo.
Las competiciones se desarrollaron en el canal de piragüismo en eslalon acondicionado en el río Noce, al sur de la localidad italiana.

## Medallistas

### Masculino
| Evento         | Oro | Plata | Bronce |
| -------------- | --- | --- | --- |
| K1 individual  | Pierpaolo Ferrazzi · Italia · 216,13 pts.                                                                | Thomas Becker · Alemania · 216,44 pts.                                                                               | Laurent Burtz Francia 217,09 pts.                                                                                             |
| C1 individual  | Tony Estanguet Francia 226,90                                                                            | Juraj Minčík · Eslovaquia · 227,47                                                                                   | Lukáš Pollert · República Checa · 228,07                                                                                      |
| C2 individual  | Pavol Hochschorner · Peter Hochschorner · Eslovaquia · 233,96                                            | Frank Adisson Wilfrid Forgues Francia 235,39                                                                         | Michał Staniszewski · Krzysztof Kołomański · Polonia · 235,85                                                                 |
| K1 por equipos | Pierpaolo Ferrazzi · Enrico Lazzarotto · Matteo Pontarollo · Italia · 122,77                             | Miha Terdič Dejan Kralj Fedja Marušič Eslovenia 122,81                                                               | Mathias Röthenmund · Michael Kurt · Beat Mosimann · Suiza · 124,50                                                            |
| C1 por equipos | Michal Martikán · Juraj Minčík · Dušan Ovčarik · Eslovaquia · 130,09                                     | Přemysl Vlk · Lukáš Pollert · Tomáš Indruch · República Checa · 133,43                                               | Jordi Sangrá · Jon Ergüin · Jordi Domenjó · España · 134,22                                                                   |
| C2 por equipos | Alemania · Kai Walter / Frank Henze · Kay Simon / Robby Simon · André Ehrenberg / Michael Senft · 139,00 | Eslovaquia · Pavol Hochschorner / Peter Hochschorner · Roman Štrba / Roman Vajs · Ľuboš Šoška / Peter Šoška · 139,18 | República Checa · Jaroslav Volf / Ondřej Štěpánek · Jaroslav Pospíšil / Jaroslav Pollert · Marek Jiras / Tomáš Máder · 140,03 |

### Femenino
| Evento         | Oro                                                                           | Plata                                                                               | Bronce                                                      |
| -------------- | ----------------------------------------------------------------------------- | ----------------------------------------------------------------------------------- | ----------------------------------------------------------- |
| K1 individual  | Štěpánka Hilgertová · República Checa · 236,83 pts.                           | Brigitte Guibal Francia 237,65 pts.                                                 | Irena Pavelková · República Checa · 238,93 pts.             |
| K1 por equipos | Elena Kaliská · Gabriela Brosková · Gabriela Stacherová · Eslovaquia · 140,91 | Marcela Sadilová · Štěpánka Hilgertová · Irena Pavelková · República Checa · 141,30 | Susanne Hirt · Evi Huss · Mandy Planert · Alemania · 142,55 |

## Medallero
| Núm. | País            | Oro | Plata | Bronce | Total |
| ---- | --------------- | --- | ----- | ------ | ----- |
| 1    | Eslovaquia      | 3   | 2     | 0      | 5     |
| 2    | Italia          | 2   | 0     | 0      | 2     |
| 3    | República Checa | 1   | 2     | 3      | 6     |
| 4    | Francia         | 1   | 2     | 1      | 4     |
| 5    | Alemania        | 1   | 1     | 1      | 3     |
| 6    | Eslovenia       | 0   | 1     | 0      | 1     |
| 7    | España          | 0   | 0     | 1      | 1     |
| 7    | Polonia         | 0   | 0     | 1      | 1     |
| 7    | Suiza           | 0   | 0     | 1      | 1     |
|      | TOTAL           | 8   | 8     | 8      | 24    |